# Shardana (Enigma)
| Recensione | Giudizio |
| ---------- | -------- |
| Rockol     |          |

Shardana è il quarto album in studio del rapper italiano Enigma, pubblicato il 23 febbraio 2018 dalla Artist First.

## Descrizione
Anticipato dalla pubblicazione il 2 dicembre 2017 da parte di Enigma sul proprio canale YouTube del video ufficiale del primo estratto Krav Maga, seguito poi dai video ufficiali di Copernico, Nuvole & cupole e Da Vinci. Il 13 febbraio 2018 viene pubblicata la copertina e la tracklist dell'album, composta da dieci brani e dalle bonus track Cerbero e ImagiNation (singoli pubblicati nella primavera 2017) e le collaborazioni dei rapper Bassi Maestro, MadMan e Gemello. Il nome del disco è preso dal popolo del mare Shardana per sottolineare la dimensione rancorosa e aggressiva delle liriche presenti in esso.

## Tracce
1. Krav Maga – 2:25
2. Nuvole & cupole – 2:51
3. Copernico – 2:21
4. Father & Son (feat. Bassi Maestro) – 2:20
5. Da Vinci – 2:53
6. Che roba è?! (feat. MadMan) – 1:58
7. Françisco Marçelo – 2:33
8. Malasuerte (feat. Gemello) – 3:11
9. La cenerentola del ring – 2:31
10. Sobborghi – 1:59
11. Cerbero – 3:24
12. ImagiNation – 2:59

## Formazione
Musicisti
- Enigma – voce, arrangiamento
- Bassi Maestro – voce aggiuntiva (traccia 4)
- MadMan – voce aggiuntiva (traccia 6)
- Gemello – voce aggiuntiva (traccia 8)
- Marco Zangirolami – mastering

Produzione
- Kaizén – produzione (tracce 1, 2, 3, 4, 6 e 9)
- Ros – produzione (traccia 5)
- Enigma – produzione (tracce 6 e 10)
- Yazee – produzione (traccia 7)
- Dr. Wesh – produzione (traccia 8)
- DAIBKIZ – produzione (traccia 11)
- Valentini – produzione (traccia 12)

## Classifiche
| Classifica (2018) | Posizione massima |
| ----------------- | ----------------- |
| Italia            | 7                 |